# Championnat d'Europe de course aux points masculin (moins de 23 ans)
Le Championnat d'Europe de course aux points masculin moins de 23 ans est le championnat d'Europe de course aux points organisé annuellement par l'Union européenne de cyclisme pour les cyclistes âgés de moins de 23 ans. Le championnat organisé depuis 2001, a lieu dans le cadre des championnats d'Europe de cyclisme sur piste juniors et espoirs.

## Palmarès
| Année | Or                     | Argent              | Bronze                 |
| ----- | ---------------------- | ------------------- | ---------------------- |
| 2001  | Devid Garbelli         | Stanislav Kozubek   | Szymon Kurdynowski     |
| 2002  | Jure Zrimšek           | Ioánnis Tamourídis  | Nicolas Rousseau       |
| 2003  | Nikita Eskov           | Kanstantsin Siutsou | Matteo Montaguti       |
| 2004  | Rafał Ratajczyk        | Stefan Löffler      | Grégory Devaud         |
| 2005  | Mark Cavendish         | Matthieu Ladagnous  | Robert Bengsch         |
| 2006  | Ivan Rovny             | Niki Terpstra       | Michael Mørkøv         |
| 2007  | Kenny De Ketele        | Pim Ligthart        | Nikolai Trussov        |
| 2008  | Ivan Kovalev           | Ralf Matzka         | Jiří Hochmann          |
| 2009  | Artur Ershov           | Alexandr Pliuschin  | Mark Christian         |
| 2010  | Artur Ershov           | Jan Keller          | Omar Bertazzo          |
| 2011  | Elia Viviani           | Nick Stöpler        | Jonathan Mould         |
| 2012  | Wojtek Pszczolarski    | Bryan Coquard       | Ivan Savitskiy         |
| 2013  | Thomas Boudat          | Théry Schir         | Raman Ramanau          |
| 2014  | Andrey Sazanov         | Thomas Boudat       | Jasper De Buyst        |
| 2015  | Raman Ramanau          | Andrey Sazanov      | Julio Amores           |
| 2016  | Jonathan Dibben        | Mark Downey         | Raman Ramanau          |
| 2017  | Niklas Larsen          | Ethan Hayter        | Mark Downey            |
| 2018  | Edgar Stepanyan        | Matteo Donega       | Bryan Boussaer         |
| 2019  | Richard Banusch        | Valère Thiébaud     | Savva Novikov          |
| 2020  | Gleb Syritsa           | Iúri Leitão         | Richard Banusch        |
| 2021  | Vlas Shichkin          | Diogo Narciso       | Mattia Pinazzi         |
| 2022  | Maximilian Schmidbauer | Diogo Narciso       | Grégory Pouvreault     |
| 2023  | Noah Vandenbranden     | Niccolò Galli       | Maximilian Schmidbauer |
| 2024  | Conrad Haugsted        | Ben Wiggins         | Thibaut Bernard        |
| 2025  | Juan David Sierra      | Daniil Kazakov      | Elliot Rowe            |